# Сиснерос, Карлос
Карлос Эрнесто Сиснерос Барахас (исп. Carlos Ernesto Cisneros Barajas; 30 августа 1993, Гвадалахара, Мексика) — мексиканский футболист, вингер клуба «Толука». Участник Олимпийских игр 2016 года в Рио-де-Жанейро.

## Клубная карьера
Сиснерос — воспитанник клуба «Гвадалахара». 17 февраля 2013 года в матче против «Пуэблы» он дебютировал в мексиканской Примере, заменив во втором тайме Рафаэля Луго. Летом 2014 года Карлос на правах аренды перешёл в «Корас де Тепик». 19 июля в матче против «Сакатепека» он дебютировал в Лиге Ассенсо. 14 сентября в поединке против «Атлетико Сан-Луис» Сиснерос сделал дубль, забив свои первые голы за «Тепик». По окончании аренды он вернулся в «Гвадалахару» и помог родному клубу в том же году завоевать Кубок Мексики. В 2017 году Сиснерос помог клубу выиграть чемпионат. В 2018 году Сиснерос стал победителем Лиги чемпионов КОНКАКАФ, забив гол поединке против гаитянского «Сибао».

## Международная карьера
В 2015 году Сиснерос в составе олимпийской сборной Мексики завоевал серебряные медали Панамериканских игр в Канаде. На турнире он сыграл в матчах против команд Парагвая, Панамы и дважды Уругвая. В поединке против панамцев Карлос забил гол. В том же году он принял участие в Турнире в Тулоне.
Летом 2016 года Сиснерос в составе олимпийской сборной Мексики принял участие в Олимпийских играх в в Рио-де-Жанейро. На турнире он сыграл в матчах против команд Германии, Фиджи и Южной Кореи.

## Достижения
«Гвадалахара»
- Чемпионат Мексики по футболу — Клаусура 2017
- Обладатель Кубка Мексики — Апертура 2015
- Победитель Лиги чемпионов КОНКАКАФ — 2018

 Мексика (до 23)
- Панамериканские игры — 2015